# Ліннеснес
Ліннеснес (норв. Lindesnes) — муніципалітет в Норвегії, у фюльке Агдер. Адміністративний центр — місто Мандал. Розташований у традиційному районі Серланн. Інші села в Ліннеснесі включають Авік, Голлен, Скофтеленд, Свеневіг, Вігмостад, Гедделенд, Бйолленд, Бреленд, Лаудаль, Куслебо, Бикйорнен, Скійебстад, Санум-Люндевік, Скогсфйорд-Гесланд, Кроссен, Гармарк, Скінснес-Ім та Трегде-Скєрной.
Муніципалітет площею 934 км² є 126-м за площею з 356 муніципалітетів у Норвегії. Ліннеснес є 55-м за чисельністю населення муніципалітетом у Норвегії з населенням 23 479 осіб. Щільність його населення становить 26,6 жителів на км² і його населення зросло на 5,2 % за попередні 10 років.

## Географія
Ліннеснес — прибережний муніципалітет із довгою береговою лінією, що тягнеться на південь. Межує з муніципалітетом Люнгдал на заході, з Ев'є-ог-Горннес на півночі та з Крістіансанном і Веннеслою на сході. Ліннеснеський маяк розташований у найпівденнішій точці материкової Норвегії, майже за 1700 кілометрів на південний захід від Кнівск'єльоддена, найпівнічнішої точки материкової Норвегії. Південне узбережжя Ліннеснеса є порізаним і включає кілька фіордів, таких як Снігсфіорд і Ґронсфіорд, а також багато островів, таких як Свіньор. Внутрішня територія муніципалітету проходить через долину Ауднадален, через яку річка Аудна тече на південь у Снігсфіорд.

## Відомі персоналії, пов'язані з Ліннеснесом
- Уле-Юган Дал
- Еллен Гледич
- Олаф Ісаксен
- Адольф Тідеманн
- Амалдус Нільсен
- Ґустав Віґеланн
- К'єлл Аскілдсен
- Тобіас Сантельман